# Sargatcultuur

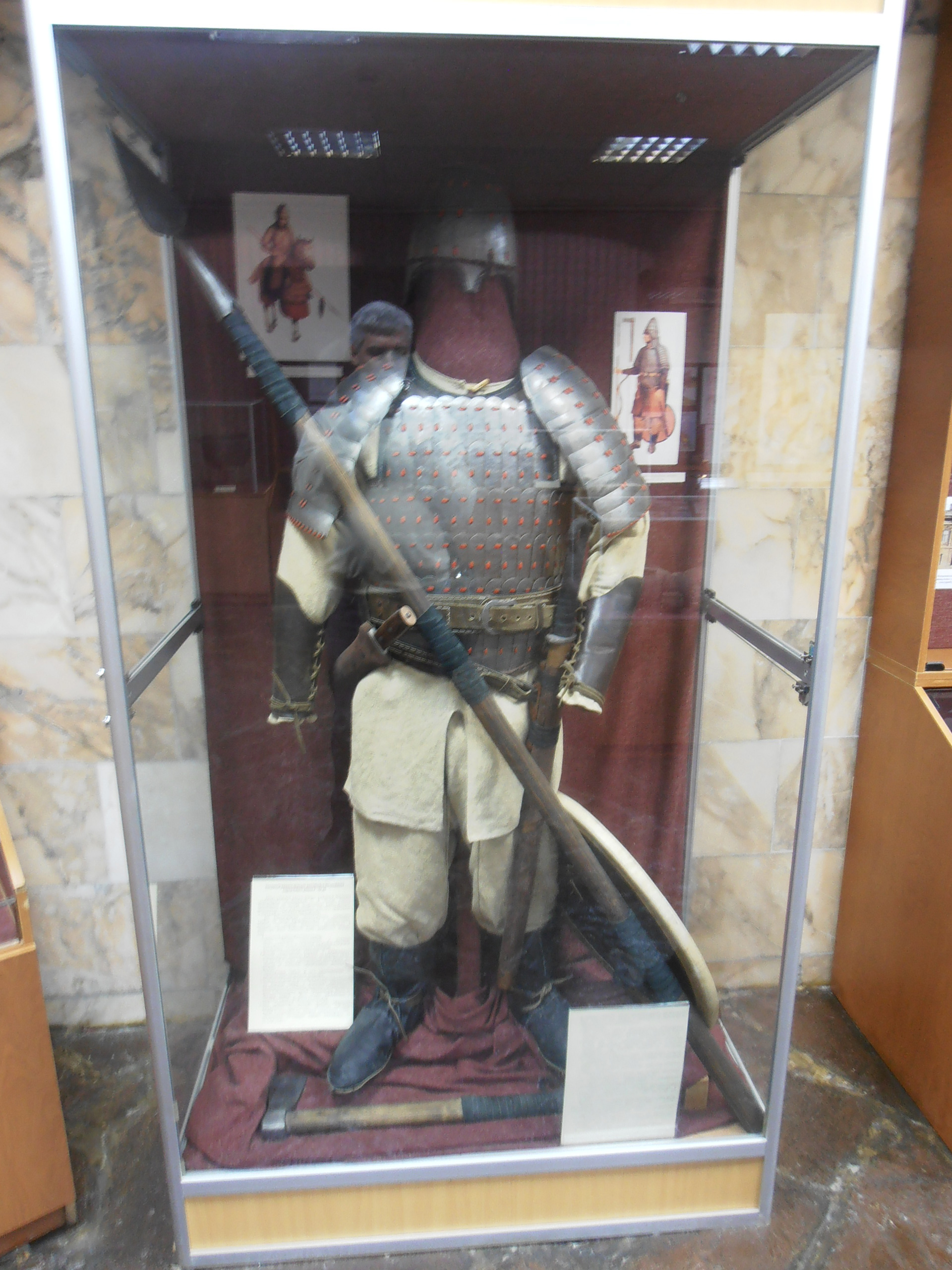
reconstructie van een Sargat-krijger

De Sargatcultuur was was een archeologische cultuur van de ijzertijd, ongeveer 5e eeuw v.Chr. tot 4e eeuw AD, in zuidwest-Siberië, met name tussen Tobol en Ob. Het is een van de best onderzochte culturen van de Siberische prehistorie. De eerste vondsten werden in de 19e eeuw gedaan.
De cultuur is vernoemd naar de nederzetting Sargatskoje in de oblast Omsk, en wordt verdeeld in drie of vier fasen plus een Voor-Sargat-fase.
De Sargatcultuur vertoont duidelijke relaties met de Laat-Irmencultuur en de veel oudere Bajtovocultuur, die het verving. Zo overwegen in het vroege Sargat-aardewerk bijvoorbeeld ronde vaten met cilindrische of trechterhalzen. De decoraties, die in de West-Siberische bronstijd nog gebruikelijk waren, werden steeds zeldzamer. In de latere Sargatcultuur werden de randen steeds sterker en hoekiger, weg van eerdere vormen. Kleinere artefacten van Sargat-sites omvatten verschillende wapens en gebruiksvoorwerpen.
Er is een groot aantal nederzettingen van de Sargatcultuur bekend. Enerzijds waren dit dorpsachtige, onversterkte nederzettingen, die meestal op rivierterrassen waren aangelegd. Daarnaast was er echter ook een niet onaanzienlijk aantal versterkte heuvelforten. De gebouwen hadden een rechthoekige plattegrond, en waren meestal deels in de aarde verzonken; gebouwen op de begane grond waren zeldzaam.
De economie was gebaseerd op veeteelt, waarbij paardenbotten het grootste deel van de vondsten vormden, gevolgd door runderen, geiten en schapen. Jacht en visserij speelden ook een rol.
In de vroege en midden-Sargatperiode werden de doden begraven in grafheuvels, later steeds vaker in ondiepe vlakgraven.
De laatste vondsten van de Sargatcultuur dateren uit de 4e of 5e eeuw eeuw, toen het werd afgelost door de uit het noorden komende Pottsjevasjcultuur.

## Verwantschap
Volgens een studie uit 2021 van verschillende oude centraal Aziatische steppevolkeren vertonen de noordelijke sedentaire Sargat-gerelateerde culturen een nauwe genetische nabijheid met de nomadische oostelijke Scythen. De onderzochte Sargat-individuen vertonen daarnaast een affiniteit die niet wordt gevonden bij de Scythische groepen, en die uiteindelijk verband houdt met een Noord-Siberische afkomst. De resultaten bevestigen de hypothese dat de Sargatcultuur zich vormde door vermenging van inkomende Scythische groepen en een lokale of naburige bevolking die mogelijk deze extra Siberische afkomst droeg.